# Marie Roubaud de Cournand
Marie Cournand, dite Marie Roubaud de Cournand, née à Saint-Pétersbourg le 28 octobre 1822 et morte à Paris le 27 février 1917, est une pianiste et compositrice française, qui fut la dernière élève de Frédéric Chopin (1810-1849).

## Biographie
Elle est la petite-fille d'Antoine Cournand (1742-1814), lecteur de Louis XVI, et la fille de Jean François Antoine Cournand (1797-1842), chef d'institution à Saint-Pétersbourg puis à Fontenay-aux-Roses.
De santé fragile, Marie Roubaud de Cournand se réfugie dans la pratique du piano et sur les conseils de ses proches rend visite à Chopin au début de l'hiver 1847. Chopin refuse tout d'abord de lui donner des leçons car il se sent très affaibli mais se ravise après l'avoir entendue jouer le Scherzo en si bémol mineur. Après dix-huit leçons, elle doit accompagner son mari en Russie et Chopin décède durant son absence.
Marie Roubaud de Cournand travaille sous la direction de Chopin la Sonate en la bémol de Weber (op. 39), Sonate pour piano no 12 (op. 26) de Beethoven, et la Polonaise en mi bémol ainsi que le Nocturne en ut mineur et la Sonate en si mineur de Chopin lui-même.
À l'âge de 75 ans, elle perd sa fille Adélaïde Marie Roubaud, qui meurt tragiquement le 4 mai 1897 dans l'incendie du Bazar de la Charité.
Le musicologue Édouard Ganche la rencontre quelques mois avant sa mort et recueille ses souvenirs dans l'un des chapitres de Dans le souvenir de Frédéric Chopin. Elle meurt en 1917 et est enterrée au cimetière de Montmartre.

## Œuvres
Comme compositrice, elle est l'auteure d'une vingtaine de partitions pour piano, la plupart éditées chez Étienne Challiot à Paris dans les années 1850-1860 :
- Grande valse, op. 3
- Fadette, polka
- Grande valse, op. 5
- Trois valses (Olga, Léonile, Nathalie), op. 6
- Irène, mazurka op. 7
- La Patrouille, épisode de nuit, qui connaît de nombreuses éditions, signe d'un bon succès
- Nocturne, op. 9
- Étincelle, valse op. 10
- Valse en la majeur
- Valse en la bémol majeur
- Pendant la chasse, scherzo op. 13
- Marche victorieuse et Hymne d'actions de grâce, op. 14
- Minuetto, op. 15
- Boléro, op. 16
- La Joie. Polichinelle, allegro op. 17
- Polka, op. 18
- Marianne, valse op. 19
- Les Paysans, op. 19 n° 1
- Les Marquis, op. 19 n° 2
- Paroles d'amour